# Ectopistes migratorius
Il piccione migratore o colomba migratrice (Ectopistes migratorius (Linnaeus, 1766)), oggi estinto, era un uccello di lunghezza fra i 30 e i 46 cm molto diffuso in passato nell'America del Nord, anche se si pensa che fosse stato già raro prima del XVI secolo. Si è estinto all'inizio del XX secolo.
A dispetto del nome italiano e di quello inglese di Passenger pigeon, non si trattava propriamente di un piccione, quanto piuttosto di una tortora, strettamente imparentata con le tortore luttuose del genere Zenaida.

## Descrizione
Il piccione migratore presentava dimorfismo sessuale per dimensioni e colorazione. Il peso oscillava tra i 260 e i 340 g, mentre un maschio adulto era lungo circa 390-410 mm. Aveva la testa, la nuca e il retrocollo grigio-bluastri. Ai lati del collo e del mantello superiore c'erano piume iridescenti che sono state variamente descritte come di un bronzo brillante, viola o verde dorato, a seconda della luce. La parte superiore della schiena e le ali erano di un grigio pallido o ardesia sfumato di marrone oliva, che diventava marrone grigiastro sulle ali inferiori. La parte bassa della schiena e la groppa erano di un grigio blu scuro che diventava marrone grigiastro sulle penne copritrici della parte superiore della coda. Le penne copritrici maggiori e mediane delle ali erano grigio chiaro, con un piccolo numero di macchie nere irregolari vicino all'estremità. Le penne primarie e secondarie dell'ala erano di colore bruno-nerastro con uno stretto bordo bianco sul lato esterno delle secondarie. Le due penne centrali della coda erano grigio brunastre e il resto era bianco.
La coda era caratteristica in quanto aveva bordi esterni bianchi con macchie nerastre che erano ben visibili in volo. La parte inferiore della gola e il petto erano riccamente roseo-rossi, sfumando in un rosa più chiaro più in basso e in bianco sull'addome e sulle penne nascoste sotto la coda. Le copritrici sottocoda avevano alcune macchie nere. Il becco era nero, mentre i piedi e le gambe erano di un brillante rosso corallo. Aveva un'iride rosso carminio circondata da uno stretto anello rosso violaceo. L'ala del maschio misurava da 196 a 215 mm, la coda da 175 a 210 mm, il becco da 15 a 18 mm e il tarso da 26 a 28 mm.
La femmina adulta del piccione migratore era leggermente più piccola del maschio, misurando da 380 a 400 mm di lunghezza. Il suo piumaggio era più opaco di quello maschile, ed era di un marrone grigiastro sulla fronte, sulla corona e sulla nuca fino agli scapolari. Le piume ai lati del collo avevano meno iridescenza di quelle del maschio. La parte inferiore della gola e il petto erano di un grigio camoscio che si sviluppava in bianco sul ventre e sulle copritrici del sottocoda. Era più marrone sulle parti superiori e marrone camoscio più chiaro e meno rossiccio sulle parti inferiori rispetto al maschio. Le ali, la coda e il dorso erano simili nell'aspetto a quelli del maschio, tranne per il fatto che le penne primarie erano bordate esternamente di color cuoio o camoscio rosso. Le ali avevano più macchie di quelle del maschio, la coda era più corta e le zampe e i piedi erano di un rosso più chiaro. L'iride della femmina era rosso arancio, mentre l'ala misurava da 180 a 210 mm, la coda da 150 a 200 mm, il becco da 15 a 18 mm e il tarso era da 25 a 28 mm.
Il piccione migratore giovanile era simile nel piumaggio alla femmina adulta, ma mancava della macchia sulle ali ed era di un grigio-brunastro più scuro sulla testa, sul collo e sul petto. Le piume sulle ali avevano frange grigio chiaro (descritte anche come punte bianche), che gli davano un aspetto squamato. Le secondarie erano bruno-nere con bordi chiari, e le penne terziarie avevano un lavaggio color ruggine. Anche le primarie erano bordate di un colore bruno-rossastro. Le piume del collo non avevano iridescenza. Le gambe e i piedi erano di un rosso opaco e l'iride era brunastra e circondata da uno stretto anello carminio. Il piumaggio dei sessi era simile durante il loro primo anno.

## Distribuzione
Questo columbide viveva in tutta la parte centrale e orientale degli Stati Uniti d'America, nel Canada e più raramente in Guatemala, Bermude, Cuba, Francia, Austria, Norvegia, Russia e Messico
All'arrivo dei coloni europei in America, il piccione migratore era probabilmente la specie di uccello più numerosa al mondo, con una popolazione globale probabilmente di diversi miliardi di individui.
Nel XVII secolo le colombe migratrici erano molto diffuse, ed esistono numerose prove a sostegno di tale affermazione:
(Relazioni e documenti dei Gesuiti, 1662-1663)
I nobili del tempo come il barone della Hontan descrivevano che era impossibile contarli durante le migrazioni, così come l'ornitologo Wilson, nel 1840 e J. Audubon poco dopo. Si raccontava, probabilmente esagerando, che gli stormi in migrazione impiegassero interi giorni a transitare in una data località. Nel 1870 si scoprì una colonia nel Canada che ricopriva una superficie di circa 427 chilometri quadrati. Erano talmente tanti che era impossibile sopportare lo sbattere delle loro ali quando ci si trovava vicino ai loro nidi (considerando che un singolo albero poteva contenere decine di nidi).
Il declino iniziò durante gli anni 1800 - 1870, a cui sopraggiunse un declino molto più accentuato (negli anni 1870 - 1890). Si presuppone che l'ultimo esemplare di tale piccione fosse "Martha", morto il 1º settembre 1914 nello Zoo di Cincinnati, nell'Ohio.

### Cause dell'estinzione

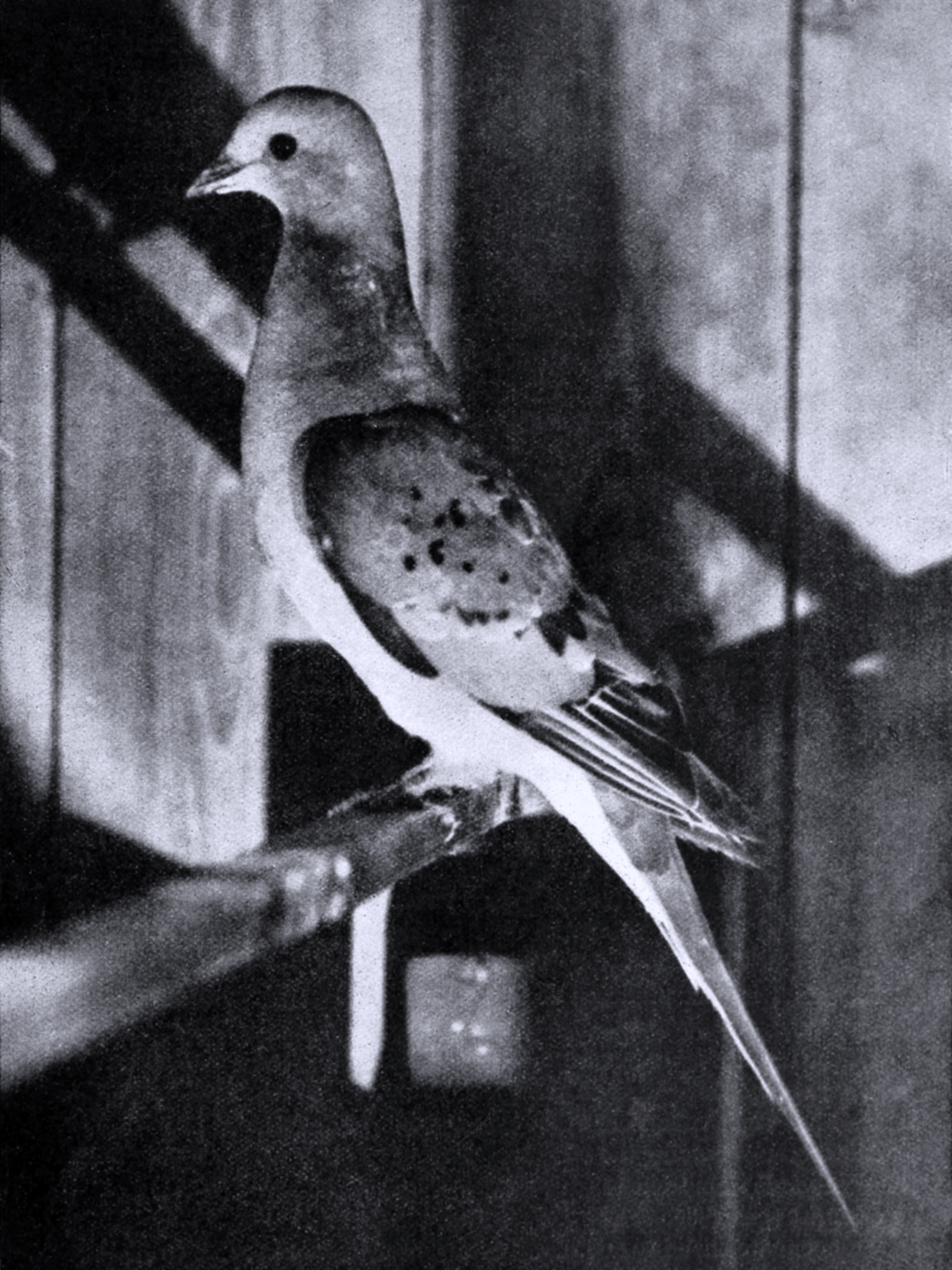
Piccione migratore in una fotografia del 1898

Fra le varie cause che portarono all'estinzione della colomba migratrice:
- Condizioni climatiche avverse, come la tempesta di grandine che distrusse la colonia del Michigan (1881);
- Distruzione delle colonie ad opera dell'uomo;
- Distruzione dell'habitat di vita della specie per effetto del disboscamento;
- Caccia: per via della delicatezza della loro carne, questi uccelli furono soggetti per molti anni a una caccia spietata. Furono inventati anche mezzi nuovi e crudeli come il cosiddetto stool pigeon (piccione da richiamo), pratica per la quale si rendeva cieco un piccione e lo si usava come esca per gli altri.[10] Fu nel Michigan, nel 1878, che avvenne l'ultimo grande sterminio di piccioni migratori: si conta che venne ucciso almeno un milione di piccioni.

## Biologia

### Alimentazione

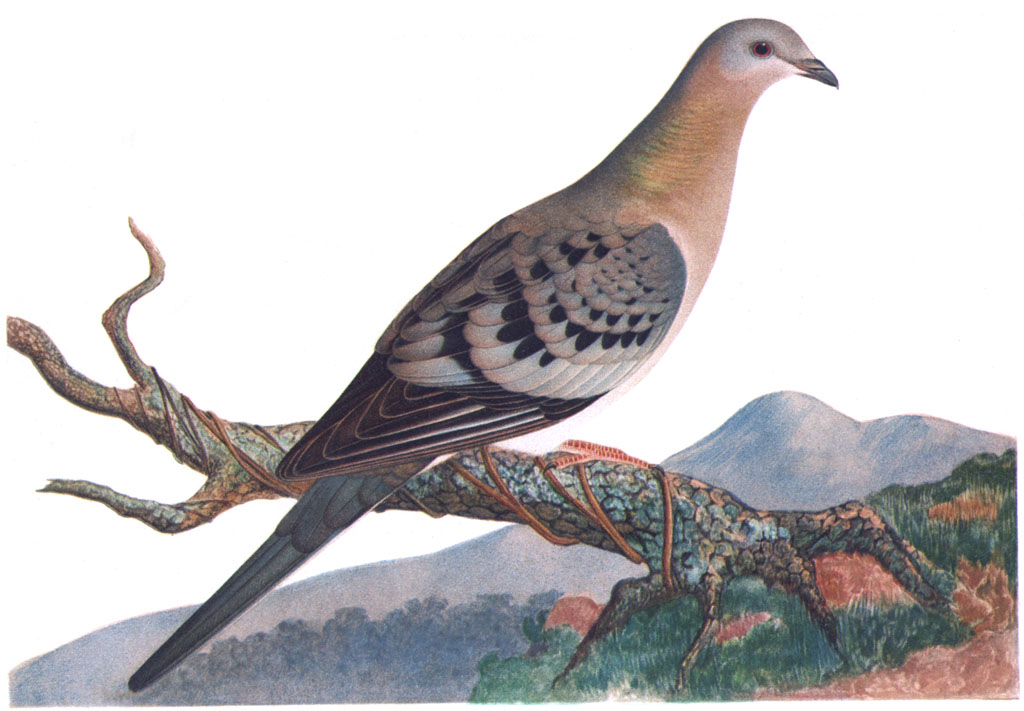
Femmina di piccione migratore

Le colombe migratrici si nutrivano di ghiande, castagne e frutta, semi di acero, di carpino e di olmo, ciliegie e di prugne selvatiche, di bacche di sambuco e di molte altre piante.

### Riproduzione
Nidificavano ponendo un unico uovo che covavano per circa due settimane. Il loro nido ricordava quello delle tortore e dei colombacci.

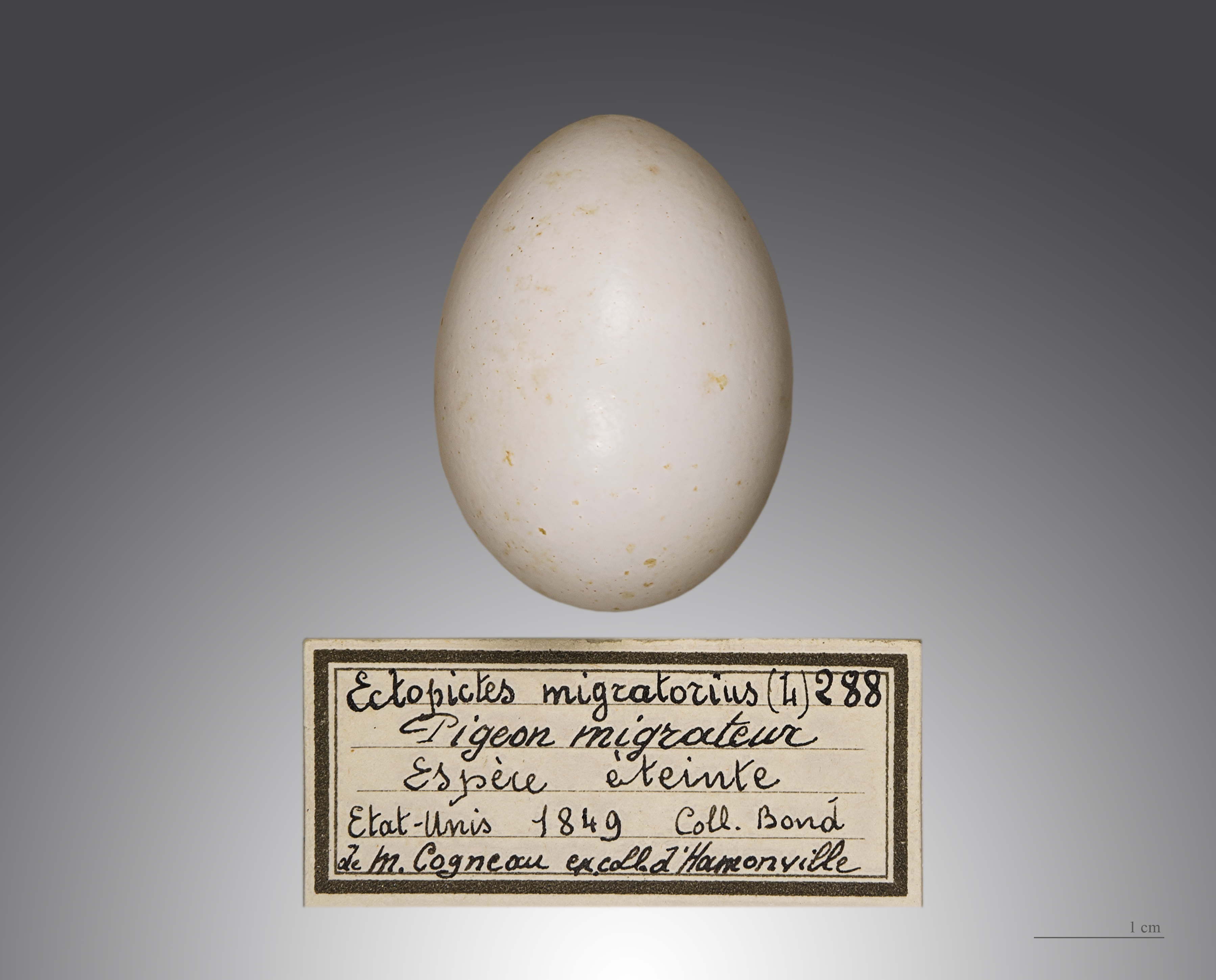
Uova di Ectopistes migratorius

## Nella cultura di massa
Sono note tre ricostruzioni dell'uccello, le quali si trovano tutte nell'Extinction Park del Parco Natura Viva. Uno dei pochissimi esemplari di piccioni migratori in Italia è esposto presso il Museo di storia naturale dell'Università di Pisa
Attualmente, esistono almeno 1.532 pelli di piccione migratore (insieme a 16 scheletri) tra le varie organizzazioni in giro per il mondo.

## Bibliografia

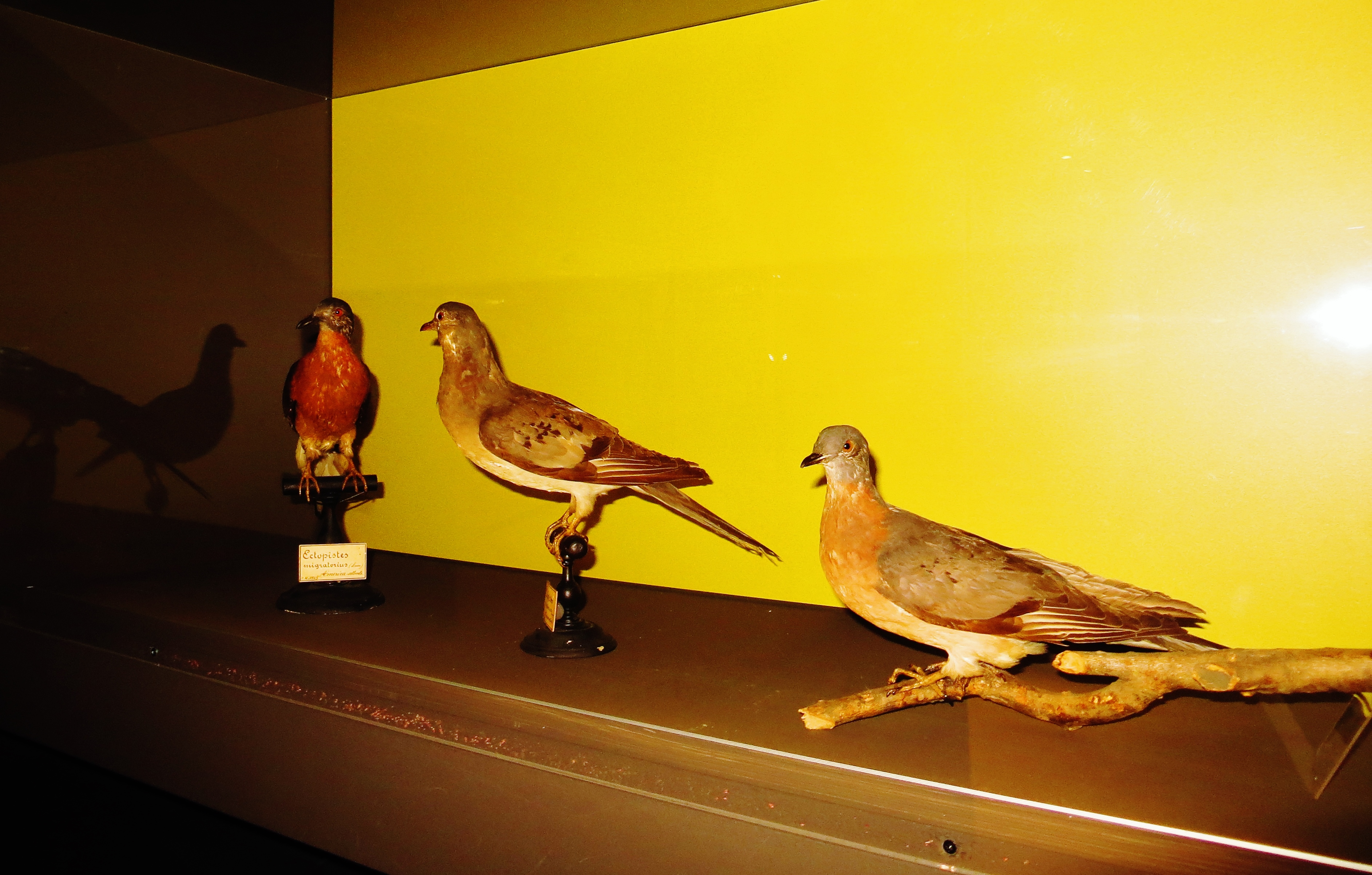
Esemplari di colomba migratrice esposti al MUSE di Trento